# Жаланашколь
Жаланашко́ль (каз. Жалаңашкөл — букв. «голое озеро»; устар. Тоскулы, Жаланашкуль, Джеланаш, Джаланаш) — солёное озеро на границе Урджарского района Абайской области и Алакольского района Жетысуской области. Располагается в северо-западной части Джунгарских Ворот на расстоянии 50 км юго-восточнее села Коктума. Входит в Алакольскую (Алаколь-Сасыккольскую) озёрную систему. Озеро Жаланашколь включено в состав Алакольского заповедника.
Имеет низкие, заболоченные и затопляемые, поросшие тростником берега. В южный берег вдаётся множество небольших заливов, вдоль береговой линии — полоса тростника. У западного берега — плоский галечный и щебневый вал, в северной части — невысокий обрыв, у подножия которого — затапливаемая заболоченная пойма. Северный берег составлен гравийно-галечным пляжем, за которым находится волно-прибойный вал шириной 1-2 м. По валу проходит автомобильная дорога.
Восточный берег образуется предгорной наклонной равниной хребтов Барлык и Майлы (горы Джавлаулы). Вдоль коренного берега проходит песчано-гравийная пойменная терраса шириной в десятки-сотни метров, местами имеется узкий пляж.
Рельеф дна плавный. Наибольший глубины 3,4 м озеро достигает в северо-западной части озера. У восточного, южного и северного берегов — отмели, в западной части переход от берега к дну более крутой. Дно составлено гравийно-галечниковыми, на востоке — песчано-галечными грунтами. У западного берега встречается плохо окатанный обломочный материал. Для промыслового лова рыбы и судоходства озеро не используется..
На северо-восточном побережье озера находится одноимённый населённый пункт и железнодорожная станция.
В окрестностях озера 13 августа 1969 года произошёл бой между советскими и китайскими пограничниками.